# Nišovice
Nišovice falu és önkormányzat (obec) Csehország Dél-csehországi kerületének Strakonicei járásában. Területe 6,25 km², lakosainak száma 222 (2008. 12. 31). A falu Strakonicétől mintegy 12 km-re délre, České Budějovicétől 47 km-re északnyugatra, és Prágától 111 km-re délre fekszik.
A település első írásos említése 1400-ből származik.

## Népesség
A település népessége az elmúlt években az alábbi módon változott:
| Lakosok száma | 359  | 461  | 463  | 311  | 223  | 240  | 212  | 231  | 237  | 253  |
|               | 1869 | 1900 | 1921 | 1961 | 1980 | 2011 | 2016 | 2019 | 2021 | 2024 |